# 国家安全法・国歌法反対デモ
国家安全法・国歌法反対デモ（こっかあんぜんほう・こっかほうはんたいデモ）は、2020年5月24日に香港のインターネットユーザーが発起し、香港島で自発的に行われた中華人民共和国国歌法及び国家安全法の香港への導入（中華人民共和国香港特別行政区国家安全維持法）に反対するデモ活動である。

## 経緯
香港特別行政区が国家安全を守るための法律制度と執行メカニズムの確立・健全化に関する全国人民代表大会の決定（全国人民代表大会关于建立健全香港特别行政区维护国家安全的法律制度和执行机制的决定）や中華人民共和国国歌法の香港への導入に抗議して、2020年5月24日、新型コロナウイルスの感染拡大以降では最大規模となるへの抗議活動が行われた。香港のメディアによれば、数千人が参加した。デモ参加者は道路の封鎖やデモ行進を行い、「天滅中共」や「香港独立」などと書かれたプラカードの掲示やシュプレヒコールなどで抗議し、一部の参加者は商店のガラスを割るなどした。
28日には第13期全国人民代表大会で香港への「国家安全法」導入が正式決定し、香港市民の間には無力感から海外に活路を見いだそうとする動きも目立ち、移民を検討する市民が急増している。